# Seilandstuva
Der Seilandstuva ist mit 1078 moh. der höchste Berg im Seiland-Nationalpark und auf der Insel Seiland (Provinz Finnmark, Norwegen). Der Gipfel befindet sich auf der Grenze zwischen den Kommunen Alta und Hammerfest. Er ist damit auch der höchste Berg in der Kommune Hammerfest. In der Kommune Alta wird er vom Store Haldde (1149 moh.) übertroffen.
Auf dem Berg befinden sich Reste des Gletschers Nordmannsjøkelen. Südöstlich (5 km) liegt der Gletscher Seilandsjøkelen.

## Nutzung
Nahe dem Berggipfel befand sich einer von insgesamt 265 Vermessungspunkten Jedki (auch Seilandstuva, 70° 26′ 46″ N, 23° 5′ 42″ O) mit der Nummer XII 13 des Struve-Bogens. Dieser diente im 19. Jh. zur Vermessung der Erdabplattung. Insgesamt 34 der Messpunkte wurden 2005 in die Liste des UNESCO-Weltkulturerbes aufgenommen. Der Messpunkt auf dem Seilandstuva ist nicht Teil des Weltkulturerbes, steht aber unter Denkmalschutz (Nummer: 244486). Die erste Messung fand im Jahre 1846 statt. In den Jahren 1967, 1978 und 2009 wurde der Punkt erneut mit verschiedenen Methoden vermessen. Er ist Punkt erster Ordnung im Netzwerk norwegischer geodätischer Messpunkte. Der Messpunkt Jedki war entsprechend auch Grundlage verschiedener Kartierungen Norwegens im 20. Jahrhundert.
Benachbart sind die Messpunkte: Fuglenaes, Haajen, Tyven, Jemmeluft-oivi und Kaaven.